# دبليو. د. ريختر
دبليو. د. ريختر (بالإنجليزية: W. D. Richter)‏ هو كاتب سيناريو ومخرج أمريكي، ولد في 7 ديسمبر 1945 في نيو بريتن في الولايات المتحدة.

## وصلات خارجية
- دبليو. د. ريختر على موقع IMDb (الإنجليزية)
- دبليو. د. ريختر على موقع ألو سيني (الفرنسية)
- دبليو. د. ريختر على موقع تيرنر كلاسيك موفيز (الإنجليزية)
- دبليو. د. ريختر على موقع أول موفي (الإنجليزية)
- دبليو. د. ريختر على موقع قاعدة بيانات الأفلام السويدية (السويدية)
- دبليو. د. ريختر على موقع قاعدة بيانات الفيلم (الإنجليزية)
- دبليو. د. ريختر على موقع كينوبويسك (الروسية)